# NGC 1221
NGC 1221 è una galassia lenticolare piuttosto lontana, situata nella costellazione dell'Eridano, a una distanza di circa 406 milioni di anni luce dalla nostra Via Lattea.

## Scoperta
La galassia è stata scoperta nel 1886 dall'astronomo statunitense Francis Leavenworth.